# Степанищев Олександр Олександрович
Олександр Олександрович Степанищев (1980—2024) — солдат Збройних сил України, учасник російсько-української війни. Герой України (2025, посмертно).

## Життєпис
Народився 24 червня 1980 року в селі Колюхів Вінницької області.
Під час повномасштабної війни служив старшим стрільцем-оператором 1-го стрілецького відділення 3-го стрілецького взводу 3-ї стрілецької роти 1-го стрілецького батальйону 56-ї окремої мотопіхотної бригади.
Загинув 5 травня 2024 року в селі Григорівка Бахмутського району внаслідок мінометного обстрілу.

## Нагороди
- звання Герой України з удостоєнням ордена «Золота Зірка» (21 лютого 2025, посмертно) — за особисту мужність і героїзм, виявлені у захисті державного суверенітету та територіальної цілісності України, самовіддане служіння Українському народові[1].